# Priscilla Tyler
Pour les articles homonymes, voir Tyler.
Priscilla Tyler, née le 14 juin 1816 à New York et morte le 29 décembre 1889 à Montgomery (Alabama), est la belle-fille du président des États-Unis John Tyler.
Elle avait épousé Robert Tyler, fils ainé du Président et occupa le poste de Première dame des États-Unis entre 1842 et 1844, après la mort de la première épouse du président, Letitia Tyler, jusqu'à ce que la seconde femme de ce-dernier, Julia Tyler, lui succède.